# Isabella Charlotte de Rohan-Chabot
Isabella Charlotte de Rohan-Chabot, född 1784, död 1868, var en fransk hovfunktionär. 
Hon var från Irland och gift med Louis William de Rohan-Chabot, vicomte de Chabot.
Hon var dame du palais hos kejsarinnan Maria Amalia av Neapel och Sicilien 1830–1848. 
Hon är känd som dagboksförfattare. 